# باغ پرندگان بروجرد
باغ پرندگان بروجرد یک باغ وحش در شهر بروجرد است که در آن انواع پرندگان و نیز دیگر گونه‌های جانوری نگهداری می‌شوند. این باغ در پارک فدک در جنوب غربی این شهر قرار گرفته است و نخستین پارک پرندگان ساخته‌شده در استان لرستان است.

## گونه‌های پرندگان
در باغ پرندگان بروجرد انواع مختلفی از پرندگان بومی، مهاجر و بومی دیگر کشورها نگهداری می‌شود، از جمله: عقاب، شاهین، غاز، اردک، قو، کرکس دال، جغد، دلیجه، مرغ عشق، عروس هلندی، بلدرچین، مرغ شاخدار، درنا، فنچ گلدین، قوش، سایر پرندگانپرند شکاری، قرقاول، انواع طوطی، فنچ، کبوتر، کبک، مرغ و خروس، طاووس، مرغ مینا، پرندگان آبزی و مهاجر مانند لک لک و مرغ سقا، بلبل خرما، یاکریم، بوقلمون و شترمرغ آفریقایی.

## دیگر گونه‌های جانوری
در کنار پرندگان که بخش اصلی مجموعه را تشکیل می‌دهند، حیوانات گوناگونی نیز نگهداری می‌شوند، از جمله: میمون، تشی، خوکچه هندی، گرگ، سنجاب، انواع سگ، خرگوش، اسب و آهو. همچنین گونه‌هایی از تمساح در این پارک نگهداری می‌شوند.

## منشا پرندگان و حیوانات
در کنار پرندگان بومی شهرستان بروجرد و سایر نقاط ایران، بیشتر پرندگان و ج‍ان‍وران باغ پرندگان بروجرد از ک‍ش‍وره‍ای‍ی مانند استرالیا، بلژیک، هندوستان، سنگال، لهستان، اندونزی و آمریکا خریداری شده‌اند.

## گالری تصاویر

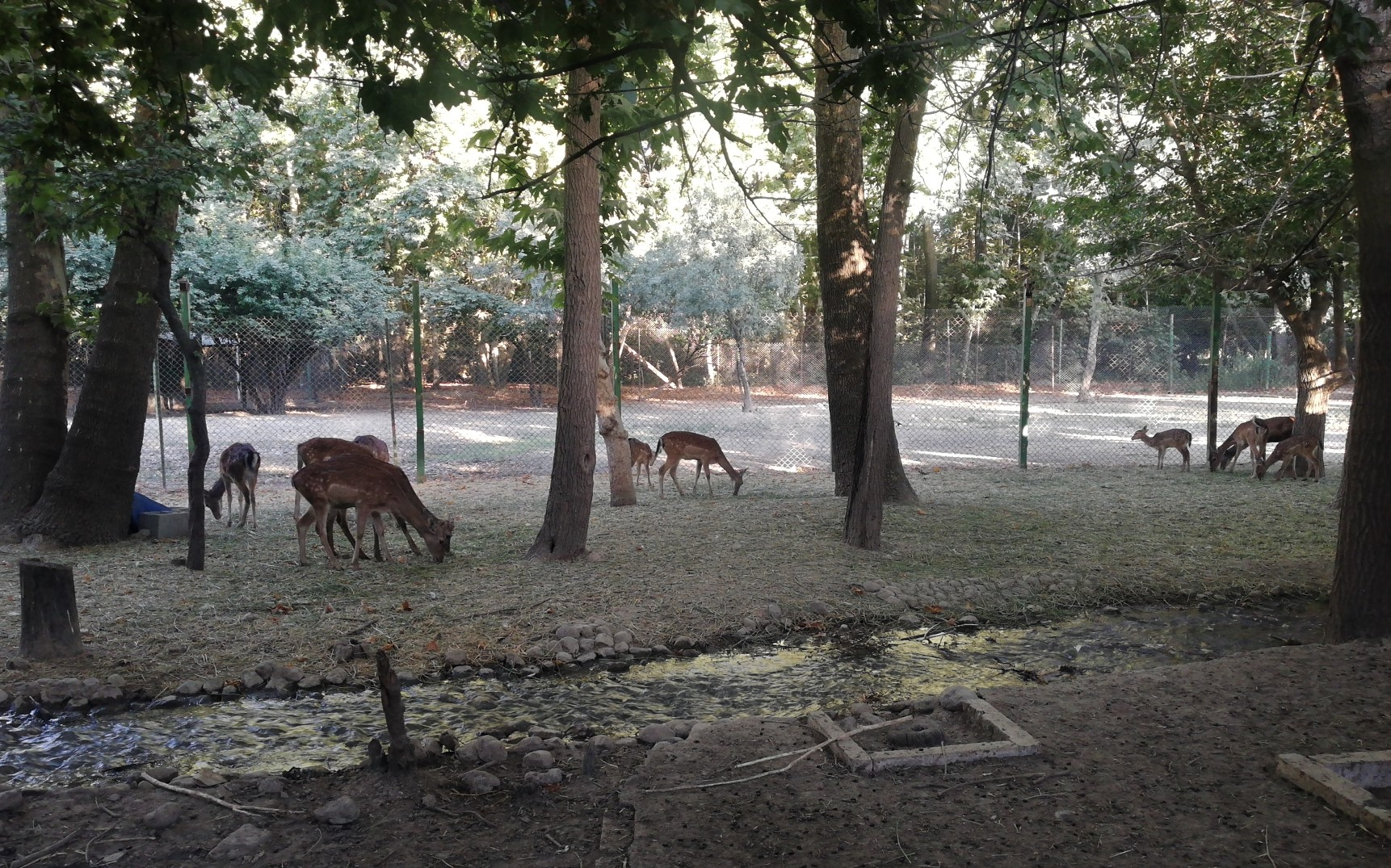
گوزن و آهو
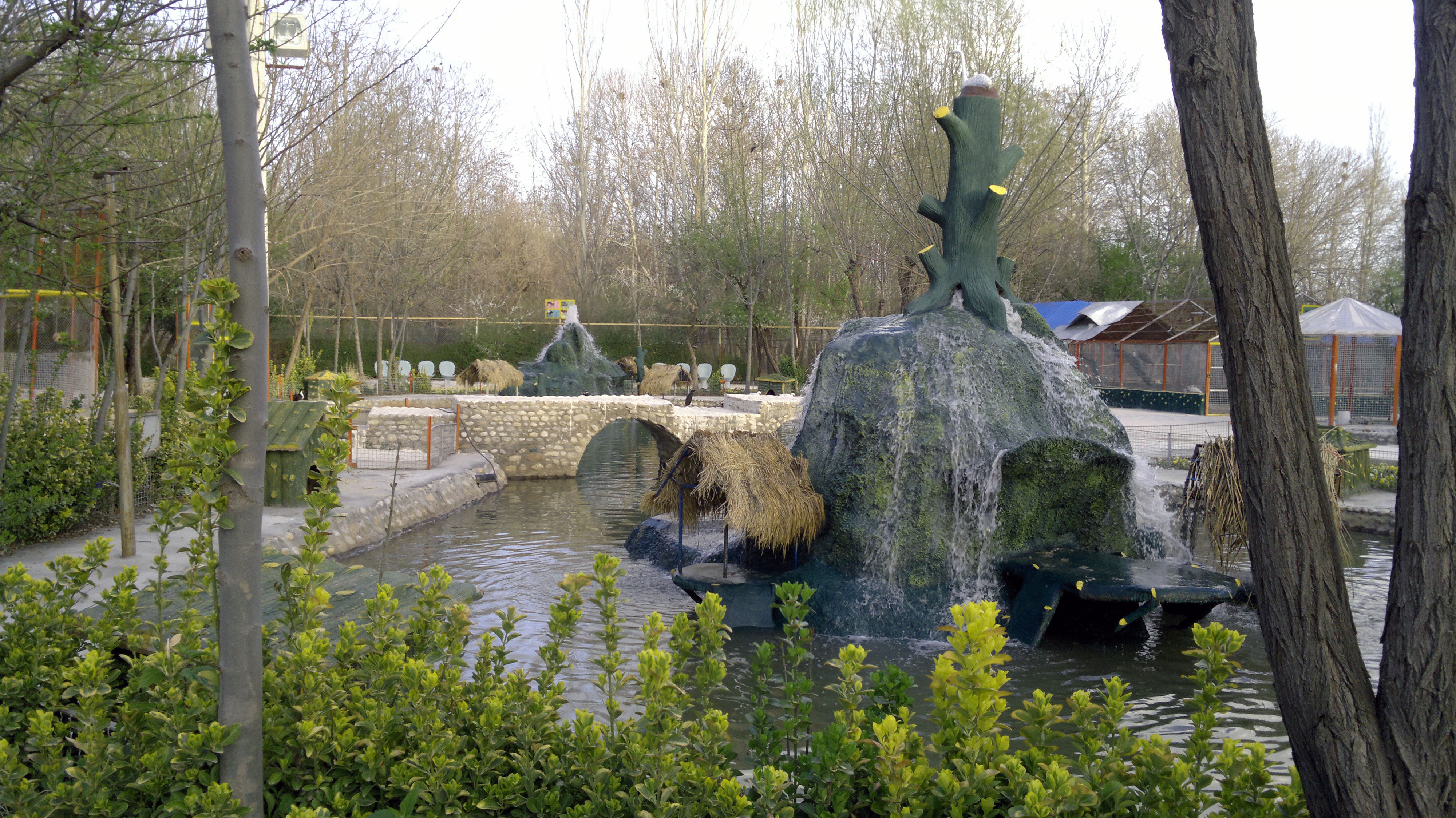
حوضچه و فضاسازی باغ
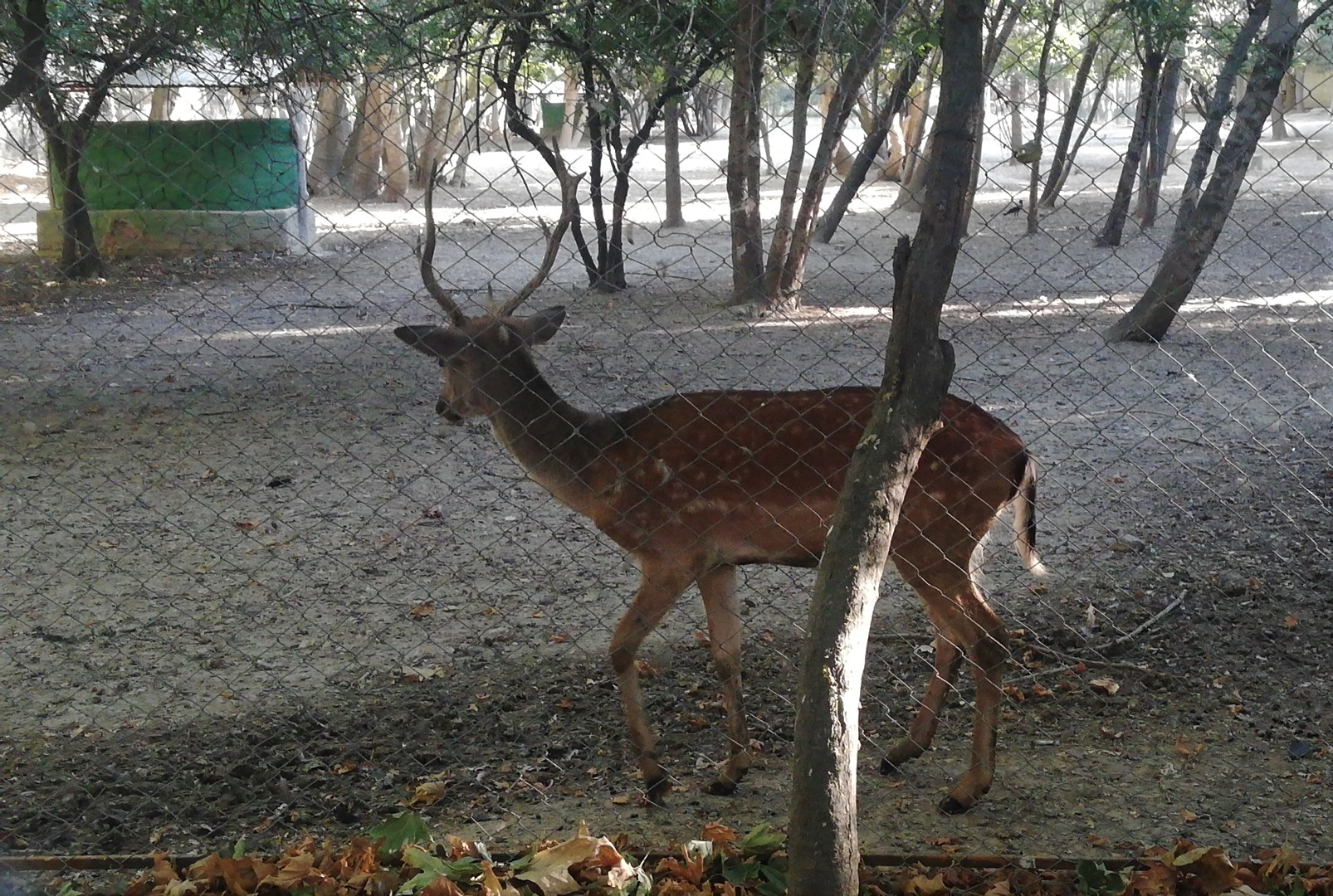
گوزن
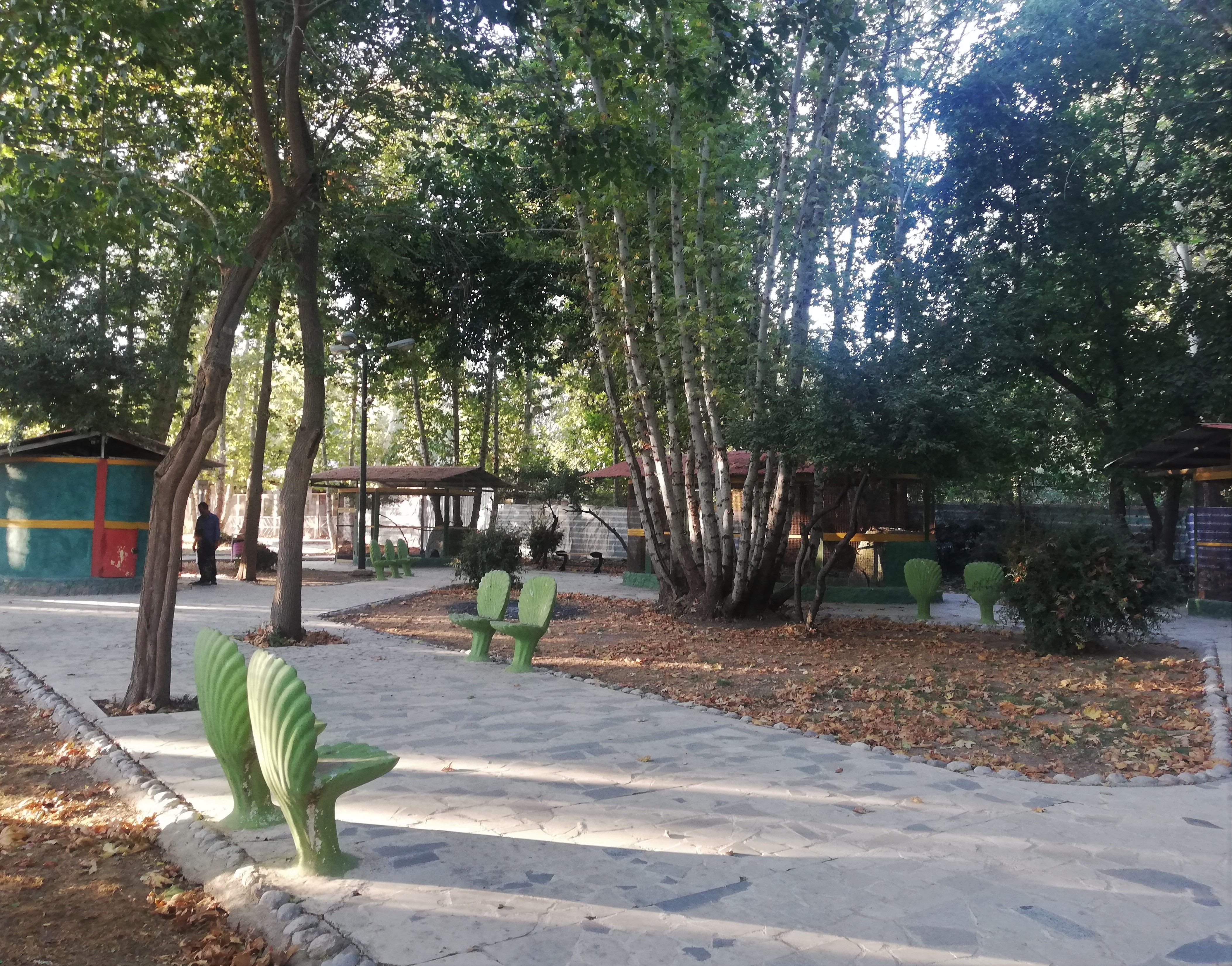
فضاسازی باغ
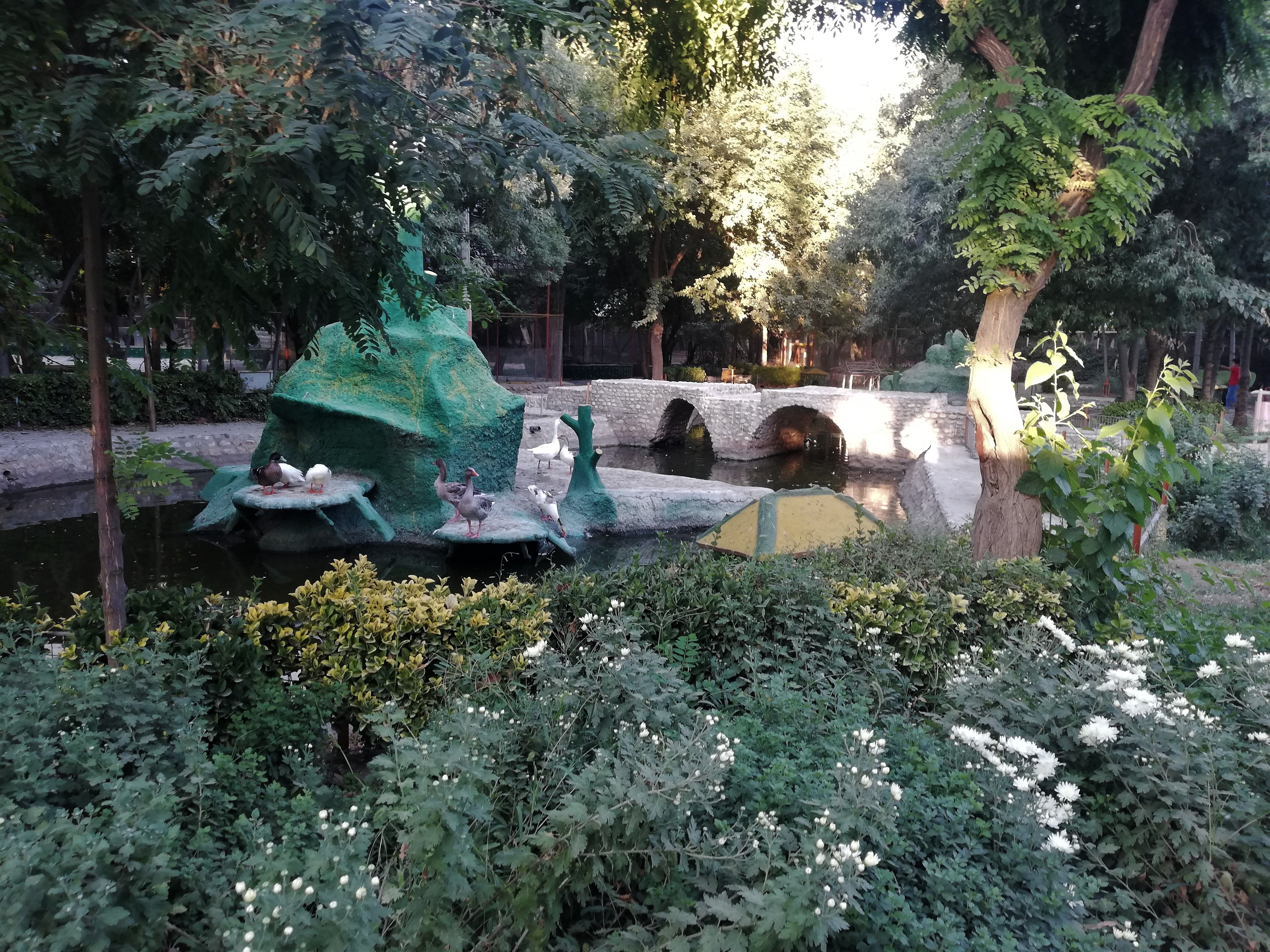
حوضچه و فضاسازی باغ
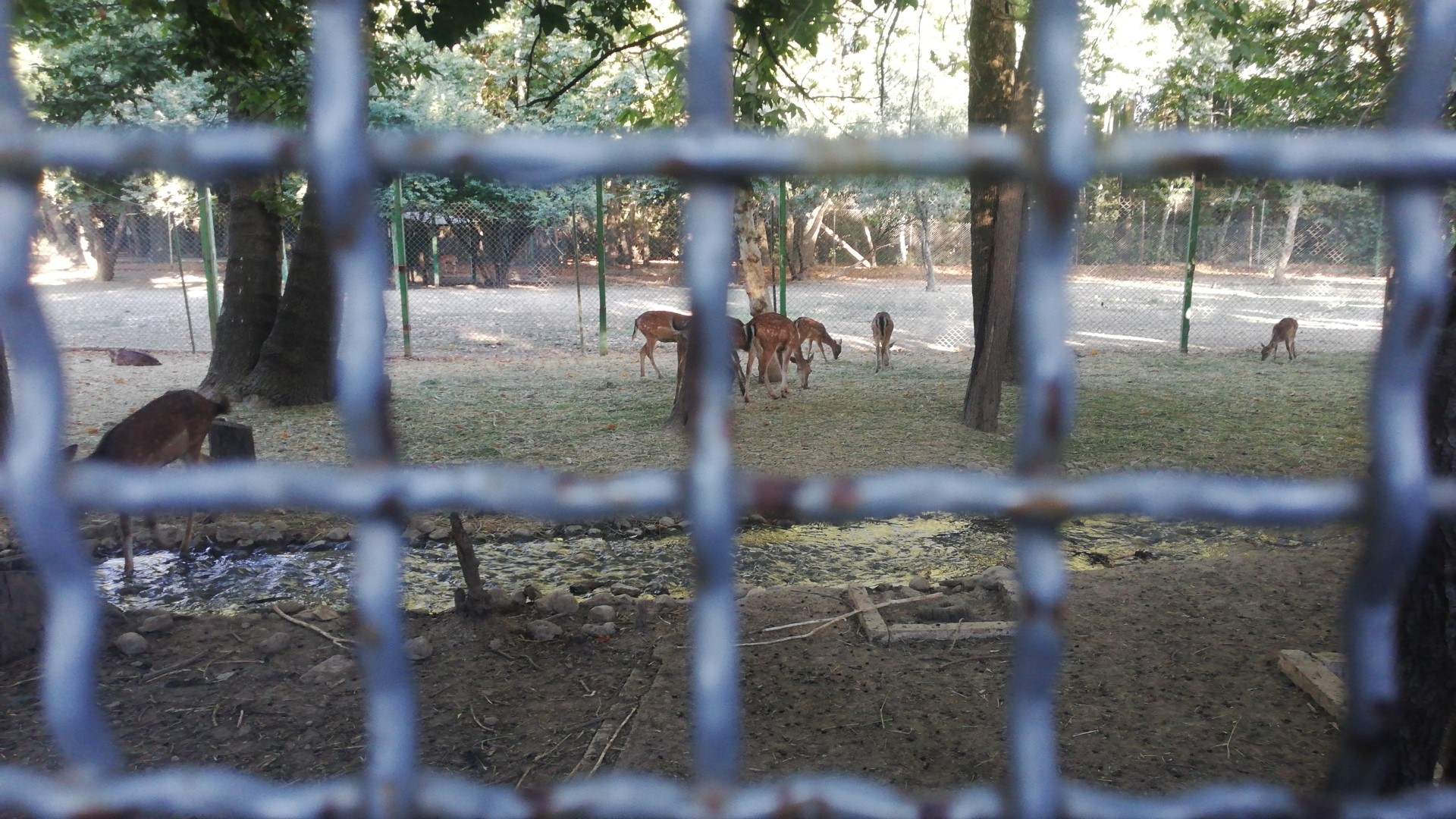
باغ چهارپایان چرنده
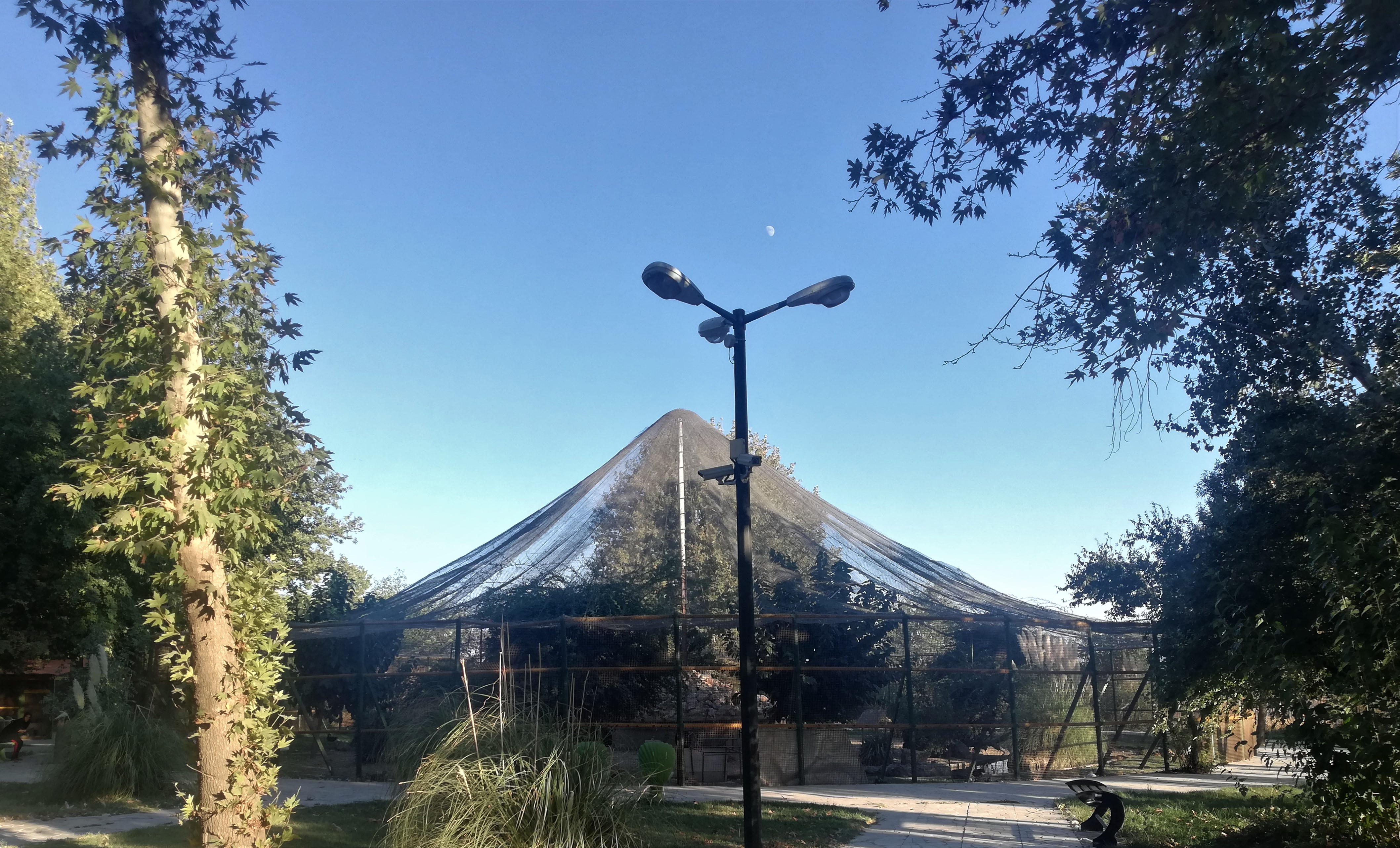
قفسه توری دار پرندگان
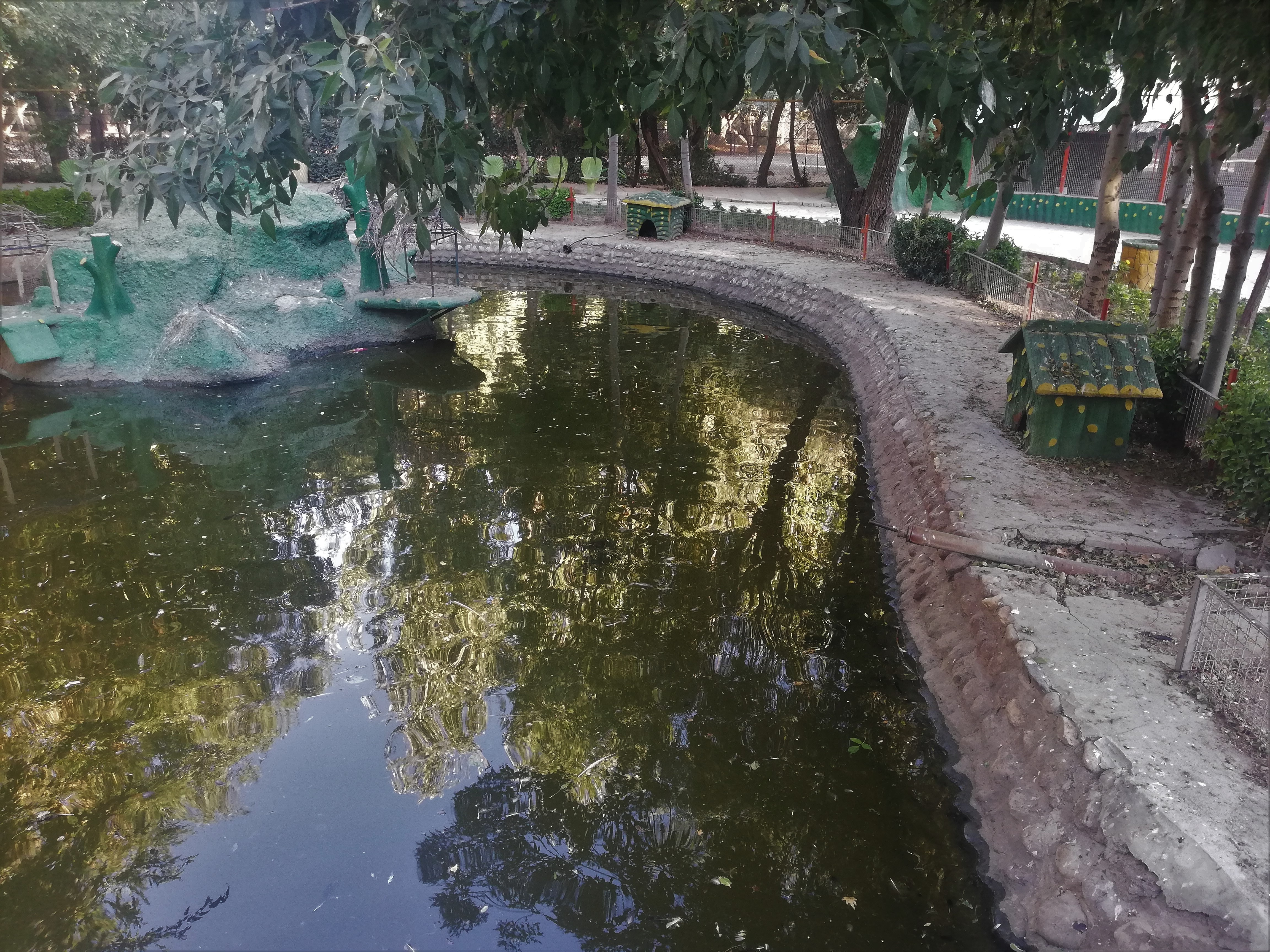
حوضچه باغ